# Finanční analytický úřad
Finanční analytický úřad (FAÚ) je správní úřad České republiky v podřízenosti Ministerstva financí České republiky, který plní funkci finanční zpravodajské jednotky. Vznikl v roce 2017 osamostatněním Finančního analytického útvaru, který byl zřízen v roce 1996 jako odbor Ministerstva financí.
Od vzniku úřadu v roce 2017 jej vedl Libor Kazda (vedoucím předchozího Finančního analytického útvaru MF ČR byl od roku 2014), který byl na vlastní žádost odvolán z funkce v březnu 2022. Od července 2022 je ředitelem úřadu Jiří Hylmar (do té doby pověřený řízením FAÚ).
Činnost úřadu je kontrolována stálou parlamentní komisí pro kontrolu činnosti Finančního analytického úřadu.

## Hlavní úkoly FAÚ
- příjem a analýza oznámení o podezřelých obchodech od povinných osob a dalších podnětů,
- kontrolní činnost a vedení řízení o přestupcích,
- právní agenda spojená s přípravou předpisů v oblasti AML/CFT a mezinárodních sankcí a s vedením správních řízení,
- vnitrostátní koordinace při provádění mezinárodních sankcí.